# A Búcsú (album)
A Búcsú a Fonográf együttes 1984 decemberében a Budapest Sportcsarnokban megtartott három estés búcsúkoncertjeinek felvételeiből összeállított dupla koncertalbum, melyet 1985-ben adott ki a Hungaroton. A koncerteket eredetileg az 1984-es Jelenkor című lemezük bemutatójának szánták, ám Szörényi Levente úgy döntött befejezi színpadi pályafutását, így az album dalai ekkor hangoztak el először és utoljára élőben.
A búcsúkoncert 20. évfordulójára a Hungaroton 2004-ben dupla CD-n újra kiadta a koncertalbumot bónuszdalokkal kiegészítve. A tíz plusz felvétel többségét a Kertészeti Egyetem Klubjában (KEK) egy évvel korábban, 1983 december 3-án adott koncerten elhangzott dalok adják, míg az album legvégén szereplő két angol nyelvű dal az angol nyelvű Country & Eastern című albumról származik.

## Az album dalai

### 1985-ös eredeti kiadás
LP 1
A-oldal
1. Tiltott forrás (Bródy János/Tolcsvay László) – 6:36
2. A show folytatódik (Bródy/Tolcsvay) – 5:50
3. Edison Magyarországon (Bródy/Szörényi Levente) – 3:28
4. Útközben (Bródy/Szörényi) – 5:28

B-oldal
1. Dal az ártatlanságról (Bródy/Szörényi) – 4:39
2. Vihar előtt (Bródy/Móricz Mihály) – 8:47
3. Egy nap az élet (Bródy) – 1:37
4. Egy év elmúlt (Bródy/Szörényi) – 6:09
5. Ha én rózsa volnék (Bródy) – 3:35

LP 2
A-oldal
1. A bengázer (Bródy/Tolcsvay) – 7:32
2. Hej, barátom (Szörényi) – 2:58
3. Európa csendes (Petőfi Sándor/Szörényi) – 5:42
4. Nemzeti dal (Petőfi/Tolcsvay) – 4:30

B-oldal
1. Utazás (Szörényi) – 5:51
2. Levél a távolból (Bródy/Szörényi) – 3:29
3. Jöjj, kedvesem (Bródy/Tolcsvay) – 4:12
4. Vidéki kislány (Bródy/Szörényi) – 6:46
5. Gondolj néha rám – 5:16

### 2004-es jubileumi kiadás
CD 1
1. Tiltott forrás (Bródy/Tolcsvay) – 6:36
2. A show folytatódik (Bródy/Tolcsvay) – 5:50
3. Edison Magyarországon (Bródy/Szörényi) – 3:28
4. Útközben (Bródy/Szörényi) – 5:28
5. Dal az ártatlanságról (Bródy/Szörényi) – 4:39
6. Vihar előtt (Bródy/Móricz) – 8:47
7. Egy nap az élet (Bródy) – 1:37
8. Egy év elmúlt (Bródy/Szörényi) – 6:09
9. Ha én rózsa volnék (Bródy) – 3:35
10. A bengázer (Bródy/Tolcsvay) – 7:32
11. Hej, barátom (Szörényi) – 2:58
12. Európa csendes (Petőfi/Szörényi) – 5:42
13. Nemzeti dal (Petőfi/Tolcsvay) – 4:30
14. Utazás (Szörényi) – 5:51

CD 2
1. Levél a távolból (Bródy/Szörényi) – 3:29
2. Jöjj, kedvesem (Bródy/Tolcsvay) – 4:12
3. Vidéki kislány (Bródy/Szörényi) – 6:46
4. Hát eladtuk végül a házunk – 1:40
5. Gondolj néha rám – 5:16

Bónusz koncertfelvételek
1983. december 3., Kertészeti Egyetem Klubje (KEK)
1. Zazi (Bródy/Szörényi) – 4:35
2. Wagner úr (Bródy/Szörényi) – 8:16
3. Hét évig tart (Bródy) – 5:20
4. Koordináták (Bródy/Szörényi) – 5:26
5. Menjünk, gyerekek (Bródy/Móricz) – 2:53
6. Rám vár az élet (Bródy/Tolcsvay) – 8:56
7. Az első villamos (Bródy/Tolcsvay) – 2:56
8. Útközben (Bródy/Szörényi) – 5:52

Extra bónuszok
1. Heaven Is In Your Eyes (Mosolyod vigasztal) (Stan Alexander/Bródy/Tolcsvay) – 3:51
2. Bluebirds (Hét évig tart) (Bródy/Pierre Tubbs) – 3:49

## Közreműködők
Fonográf együttes
- Szörényi Levente – gitár, ütőhangszerek, ének
- Bródy János – gitár, ének (az Egy nap az élet dalban)
- Tolcsvay László – billentyűsök, ének
- Móricz Mihály – gitárok, ének
- Szörényi Szabolcs – basszusgitár, ének
- Németh Oszkár – dob, ütőhangszerek

Közreműködők
- Koncz Zsuzsa – ének (az Egy év elmúlt és a Ha én rózsa volnék dalokban)
- Árpádi László – gitár
- Berkes Gábor – szintetizátor
- Bornai Tibor – szintetizátor
- Dés László – szaxofon
- Pálmai Zoltán – ütőhangszerek

Produkció
- Zenei rendező: Szörényi Szabolcs
- Hangmérnök: Bohus János, Kálmán Sándor
- Grafika: Faragó István
- Fotó: Kanyó Béla